# Dimensión fractal local
La dimensión fractal local, dimensión puntual o exponente de Hölder es un límite definido punto a punto para ciertas medidas definidas sobre un espacio métrico y que puede ser usado para caracterizar dichas medidas.

## Definición
La dimensión fractal local o exponente de Hölder de una medida finita definida sobre {\displaystyle \scriptstyle \mathbb {R} ^{n}} se define punto a punto como el límite:

{\displaystyle ({\mbox{dim}}_{loc}\mu )(x)=\lim _{r\to 0}{\frac {\log \mu (B(x,r))}{\log r}}}

El límite anterior no siempre existe por lo que común mente se definen los límites superior e inferior para la misma magnitud:

{\displaystyle {\begin{cases}({\underline {\mbox{dim}}}_{loc}\mu )(x)=\lim _{r\to 0}\inf {\frac {\log \mu (B(x,r))}{\log r}}\\({\overline {\mbox{dim}}}_{loc}\mu )(x)=\lim _{r\to 0}\sup {\frac {\log \mu (B(x,r))}{\log r}}\end{cases}}}

## Propiedades
Si {\displaystyle E\subset \mathbb {R} ^{n}} es un conjunto de Borel y {\displaystyle \mu \,} es una medida finita, se cumple que:
- Si {\displaystyle ({\underline {\mbox{dim}}}_{loc})(x)\geq s} para todo {\displaystyle x\in E} y {\displaystyle \mu (E)>0} entonces {\displaystyle {\mbox{dim}}_{H}E\geq s}.
- Si {\displaystyle ({\underline {\mbox{dim}}}_{loc})(x)\leq s} para todo {\displaystyle x\in E} entonces {\displaystyle {\mbox{dim}}_{H}E\leq s}.
- Si {\displaystyle ({\overline {\mbox{dim}}}_{loc})(x)\leq s} para todo {\displaystyle x\in E} y {\displaystyle \mu (E)>0} entonces {\displaystyle {\mbox{dim}}_{H}E\leq s}.
- Si {\displaystyle ({\overline {\mbox{dim}}}_{loc})(x)\leq s} para todo {\displaystyle x\in E} entonces {\displaystyle {\mbox{dim}}_{H}E\leq s}.

Donde:
{\displaystyle {\mbox{dim}}_{H}(\cdot )}, es la dimensión de Hausdorff-Besicovitch.
{\displaystyle {\mbox{dim}}_{P}(\cdot )}, es la dimensión de empaquetado.

## Aplicaciones
El análisis multifractal de una medida finita sobre un espacio métrico se usa la dimensión fractal local, que puede diferir en algunos puntos de la dimensión fractal de Hausdorff-Besicovitch, para definir el llamado espectro multifractal que se usa para caracterizar a la propia medida.